# MTV Video Music Awards 2009
La 26ª edizione degli MTV Video Music Awards si è tenuta il 13 settembre 2009 nel Radio City Music Hall di New York ed è stata condotta dall'attore Russell Brand.

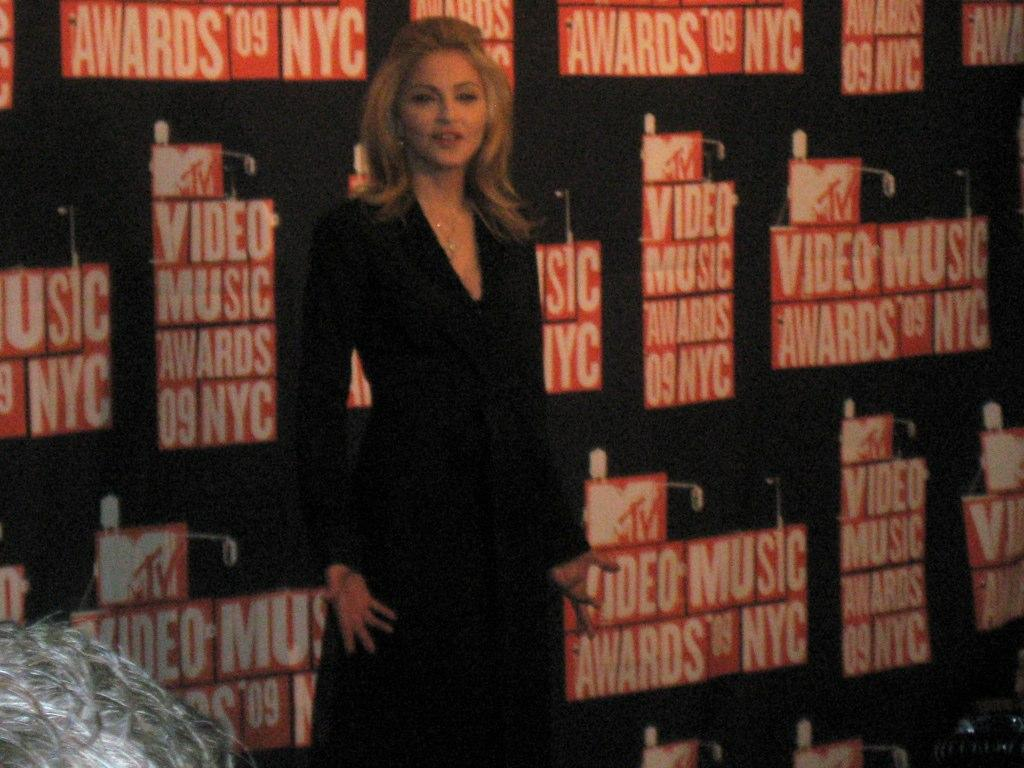
Madonna sul red carpet dei VMA 2009, la cantante venne invitata per presentare un tributo speciale a Michael Jackson, scomparso quell'anno

Fu la prima edizione dopo la morte di Michael Jackson, scomparso il 25 giugno dello stesso anno, e fu pertanto dedicata al cantante. Si è aperta con un discorso di Madonna rivolto allo stesso Jackson per poi successivamente lasciare spazio ad un lungo tributo di alcuni ballerini che hanno interpretato le hit del re del pop. Infine la sorella Janet Jackson gli ha dedicato Scream. Il tutto si è concluso con l'anteprima mondiale del trailer di Michael Jackson's This Is It.
La cerimonia è rimasta celebre per altri due avvenimenti: per la scandalosa performance di Lady Gaga sulle note di Paparazzi, in cui l'artista utilizzò del sangue finto e si fece appendere al soffitto, e per una controversia tra Kanye West e Taylor Swift che ha avuto luogo sul palco al momento della premiazione di quest'ultima.

## Cerimonia

### Esibizioni

#### In diretta

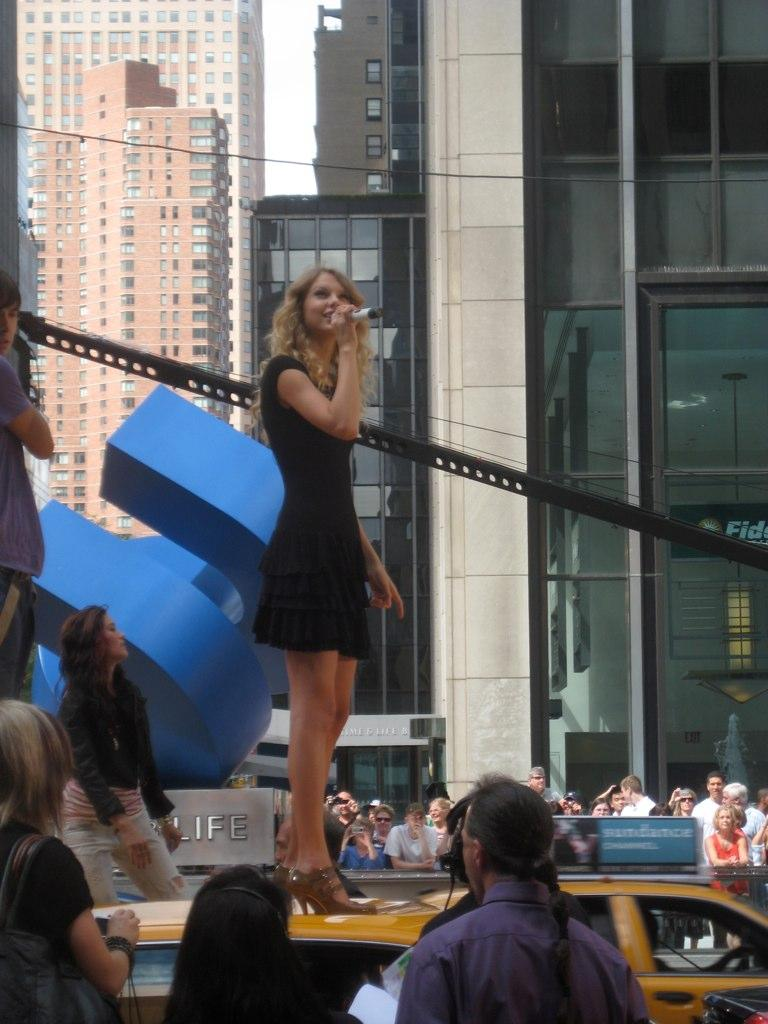
Taylor Swift interpreta You Belong with Me alla premiazione

- Janet Jackson con i ballerini da This Is It di Michael Jackson – Tributo a Michael Jackson: Thriller, Bad, Smooth Criminal e Scream[2]
- Katy Perry e Joe Perry – We Will Rock You
- Taylor Swift – You Belong with Me[3]
- Lady Gaga – Poker Face introduzione/Paparazzi
- Green Day – East Jesus Nowhere
- Beyoncé – Sweet Dreams introduzione/Single Ladies (Put a Ring on It)
- Muse – Uprising
- Pink – Sober
- Jay-Z e Alicia Keys – Empire State of Mind

#### Altre esibizioni
Il rapper Wale e la go-go band UCB si esibirono nel corso della serata in occasione dei break pubblicitari. Al loro fianco si esibirono altri artisti.
- Wale e gli UCB — Breakdown
- Wale e gli UCB — Chillin
- 3OH!3, Wale e gli UCB — Don't Trust Me
- Wale e gli UCB — Viva la Vida
- Pitbull, Wale e gli UCB — I Know You Want Me (Calle Ocho)
- Solange Knowles, Wale e gli UCB — Use Somebody
- The All-American Rejects, Wale e gli UCB – Gives You Hell
- Kid Cudi, Wale e gli UCB – Remembering DJ AM
- Wale e gli UCB — Pretty Girls

### Incidente tra Kanye West e Taylor Swift
Durante la premiazione di Taylor Swift al miglior video femminile per You Belong with Me, Kanye West salì sul palco e, interrompendo il discorso della cantante, disse: "Taylor, sono davvero felice per te, ti lascerò finire, ma Beyoncé ha fatto uno dei migliori video di tutti i tempi! Uno dei migliori video di tutti i tempi!", con riferimento al video della canzone Single Ladies (Put a Ring on It) di quest'ultima.
Nel backstage la Swift fu vista "piangere istericamente", mentre numerosi dipendenti di MTV si dissero allarmati dopo aver visto West aggirarsi con una bottiglia di cognac Hennessy tra le mani. In un'intervista al Rolling Stone, la madre della cantante dichiarò che West "aveva dato delle scuse senza cuore, continuando a sostenere il suo punto di vista". Anche Beyoncé fu vista in lacrime per l'accaduto e, dopo aver ricevuto il premio di video dell'anno per Single Ladies (Put a Ring on It) chiamò la Swift sul palco per darle la possibilità di concludere il suo discorso.
Dopo due giorni, il 15 settembre 2009, Taylor Swift parlò per la prima volta dell'incidente al talk show The View, dichiarando: "Beh, penso che il mio pensiero generale sia stato qualcosa del tipo 'Wow, non posso credere di aver vinto, è fantastico, non inciampare e cadere, devo ringraziare i fan, è fantastico. Oh, Kanye West è qui. Taglio di capelli fresco. Che stai facendo li?' E poi, 'Ahi'. E poi, 'Immagino che non riuscirò a ringraziare i fan'." La cantante in seguito trattò della controversia nella canzone Innocent, inclusa nel suo album Speak Now del 2010. Kanye West parlò dell'incidente nel suo singolo Famous del 2016, ricevendo critiche molto dure. La Swift è tornata poi a commentare la vicenda nel suo documentario Miss Americana del 2020..

## Vincitori e candidati
I vincitori sono indicati in grassetto.

### Video dell'anno

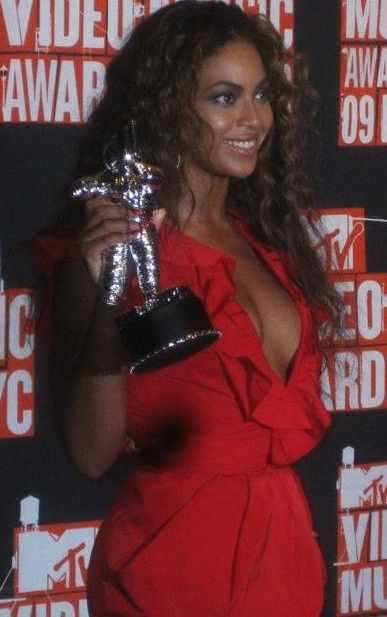
Beyoncé con la statuetta vinta nel 2009

- Beyoncé con la statuetta vinta nel 2009Beyoncé - Single Ladies (Put a Ring on It)
- Eminem - We Made You
- Britney Spears - Womanizer
- Lady Gaga - Poker Face
- Kanye West - Love Lockdown

### Miglior video maschile
- T.I. (feat. Rihanna) - Live Your Life
- Eminem - We Made You
- Jay-Z - D.O.A. (Death of Auto-Tune)
- Ne-Yo - Miss Independent
- Kanye West - Love Lockdown

### Miglior video femminile
- Taylor Swift con la statuetta vinta nel 2009Taylor Swift - You Belong with Me

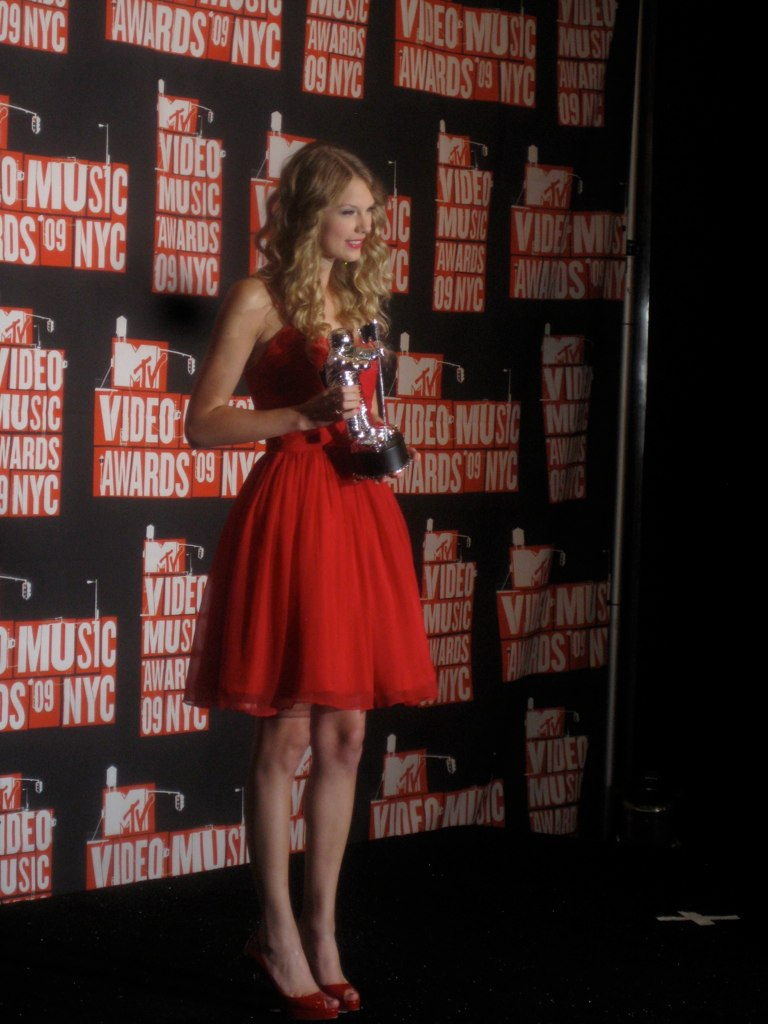
Taylor Swift con la statuetta vinta nel 2009

- Beyoncé - Single Ladies (Put a Ring on It)
- Kelly Clarkson - My Life Would Suck Without You
- Lady Gaga - Poker Face
- Katy Perry - Hot n Cold
- Pink - So What

### Miglior artista esordiente

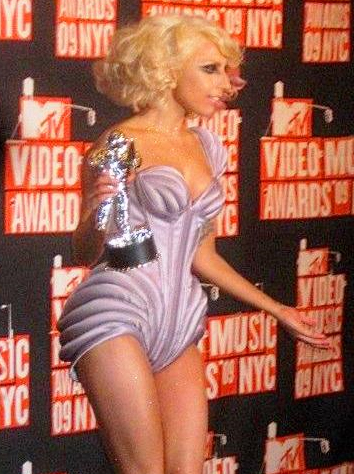
Lady Gaga con la statuetta vinta per la miglior artista esordiente

- Lady Gaga - Poker Face
- 3OH!3 - Don't Trust Me
- Drake - Best I Ever Had
- Kid Cudi - Day 'n' Nite
- Asher Roth - I Love College

### Miglior video pop
- Britney Spears - Womanizer
- Beyoncé - Single Ladies (Put a Ring on It)
- Cobra Starship (feat. Leighton Meester) - Good Girls Go Bad
- Lady Gaga - Poker Face
- Wisin & Yandel - Abusadora

### Miglior video rock

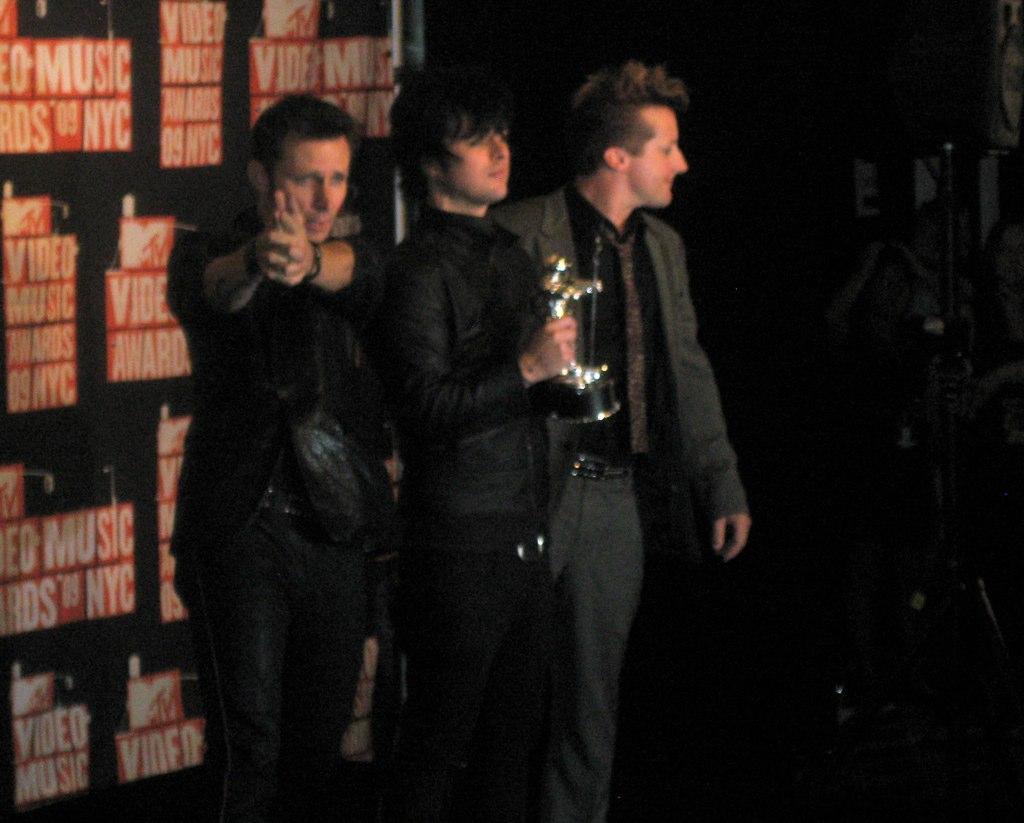
I Green Day con la statuetta vinta nel 2009

- Green Day - 21 Guns
- Coldplay - Viva la vida
- Fall Out Boy - I Don't Care
- Kings of Leon - Use Somebody
- Paramore - Decode

### Miglior video hip-hop
- Eminem - We Made You
- Flo Rida (feat. Kesha) - Right Round
- Jay-Z - D.O.A. (Death of Auto-Tune)
- Asher Roth - I Love College
- Kanye West - Love Lockdown

### Miglior regia
- Marc Webb - 21 Guns
- Jake Nava - Single Ladies (Put a Ring on It)
- Kai Regan - Good Girls Go Bad
- Jonas Åkerlund - Paparazzi
- Francis Lawrence - Circus

### Miglior effetti speciali
- Lady Gaga - Paparazzi
- Beyoncé - Single Ladies (Put a Ring on It)
- Eminem - We Made You
- Gnarls Barkley - Who’s Gonna Save My Soul
- Kanye West (feat. Mr. Hudson) - Paranoid